# Rudolf Hilberg
Rudolf Hilberg était un acteur et un assistant-réalisateur allemand.

## Biographie
Il fut essentiellement acteur pendant le cinéma muet.
Il participa à plusieurs films de propagande nazie, comme La Lutte héroïque ou Die Degenhardts (de).
Après guerre, on retrouve son nom à Berlin-Est, dans les programmes du Distel, où il s'occupa jusqu'en 1966 de la direction musicale. Dans Die Macht ist nicht allein zum Schlafen da !, Robert Trösch est à la mise en scène.

## Filmographie

### Acteur
- 1918 : In Sachen Marc Renard
- 1918 : Saferndri, die Tänzerin von Dschiapur (de)
- 1919 : Zwei Menschen (1919) (de)
- 1920 : Die Jagd nach dem Tode (de)
- 1920 : The Woman in the Dolphin (en)
- 1925 : The Adventures of Captain Hasswell (en)
- 1927 : Der Bettler vom Kölner Dom (de)
- 1928 : Charlotte Somewhat Crazy (en)
- 1928 : Polizeibericht Überfall
- 1937 : Le Cuirassé Sebastopol

### Assistant réalisateur
- 1938 : Tanz auf dem Vulkan (de)
- 1939 : La Lutte héroïque
- 1940 : Escadrille de bombardement Lützow (Kampfgeschwader Lützow)
- 1942 : Ein Windstoß (de)
- 1944 : Die Degenhardts (de)
- 1945 : Leb’ wohl, Christina (de)
- 1945 : Solistin Anna Alt (de)